# Чемпионат Европы по дзюдо 1998
Чемпионат Европы по дзюдо 1998 года проходил в Овьедо (Испания) 16 - 17 мая.

## Медалисты

### Мужчины
| Весовая категория           | Золото                      | Серебро                        | Бронза                                                       |
| --------------------------- | --------------------------- | ------------------------------ | ------------------------------------------------------------ |
| Наилегчайший вес (до 60 кг) | Нестор Хергиани · Грузия    | Руслан Мирзалиев · Украина     | Оскар Пенас · Испания Рашад Мамадов · Беларусь               |
| Полулёгкий вес (до 66 кг)   | Ларби Бенбудауд · Франция   | Ислам Мациев · Россия          | Патрик ван Калкен · Нидерланды Георгий Ревазишвили · Грузия  |
| Лёгкий вес (до 73 кг)       | Джузеппе Маддалони · Италия | Андрей Голбан · Молдова        | Илья Чимчиури · Украина Рафаль Козелевски · Польша           |
| Полусредний вес (до 81 кг)  | Берталан Хайтош · Венгрия   | Мехман Азизов · Азербайджан    | Дирк Раджат · Германия Ираклий Узнадзе · Турция              |
| Средний вес (до 90 кг)      | Марк Хёйзинга · Нидерланды  | Марко Шпитка · Германия        | Винченцо Карабетта · Франция Дмитрий Морозов · Россия        |
| Полутяжёлый вес (до 100 кг) | Даниэль Гюршнер · Германия  | Раду Иван · Румыния            | Юрий Стёпкин · Россия Бен Соннеманс · Нидерланды             |
| Тяжёлый вес (свыше 100 кг)  | Тамерлан Тменов · Россия    | Рафал Кубацкий · Польша        | Селим Татароглу · Турция Имре Чос · Венгрия                  |
| Абсолютная категория        | Селим Татароглу · Турция    | Харри ван Барневельд · Бельгия | Деннис ван дер Гест · Нидерланды Индрек Пертельсон · Эстония |

### Женщины
| Весовая категория        | Золото                          | Серебро                             | Бронза                                                 |
| ------------------------ | ------------------------------- | ----------------------------------- | ------------------------------------------------------ |
| Наилегчайший вес — 48 кг | Сара Николо-Россо · Франция     | Татьяна Кувшинова · Россия          | Иоланда Солер · Испания Иоланта Войнарович · Польша    |
| Полулёгкий вес — 52 кг   | Рафаэлла Имбриани · Германия    | Джорджина Синглтон · Великобритания | Мари-Клер Ресту · Франция Изабелла Шмутц · Швейцария   |
| Лёгкий вес — 57 кг       | Исабель Фернандес · Испания     | Дебора Аллан · Великобритания       | Дебора Гравенстейн · Нидерланды Магали Батон · Франция |
| Полусредний вес — 63 кг  | Гелла Вандекавейе · Бельгия     | Сара Альварес · Испания             | Радка Штусакова · Чехия Нэнси ван Стоккум · Нидерланды |
| Средний вес — 70 кг      | Улла Вербрук · Бельгия          | Карин Кинхус · Нидерланды           | Кейт Хауи · Великобритания Иления Скапин · Италия      |
| Полутяжёлый вес — 78 кг  | Эстер сан Мигель · Испания      | Селин Лебрен · Франция              | Ута Кюнен · Германия Хло Коуэн · Великобритания        |
| Тяжёлый вес +78 кг       | Карина Брайант · Великобритания | Рагуэль Барриентос · Испания        | Сандра Кёппен · Германия Кристин Сико · Франция        |
| Абсолютная категория     | Франкос Хартевельд · Нидерланды | Беата Максимов · Польша             | Ирина Родина · Россия Катя Гербер · Германия           |

## Медальный зачёт
| Место | Страна         | Золото | Серебро | Бронза | Всего |
| ----- | -------------- | ------ | ------- | ------ | ----- |
| 1     | Испания        | 2      | 2       | 2      | 6     |
| 2     | Нидерланды     | 2      | 1       | 5      | 8     |
| 3     | Франция        | 2      | 1       | 4      | 7     |
| 3     | Германия       | 2      | 1       | 4      | 7     |
| 5     | Бельгия        | 2      | 1       | 0      | 3     |
| 6     | Россия         | 1      | 2       | 3      | 6     |
| 7     | Великобритания | 1      | 2       | 2      | 5     |
| 8     | Нидерланды     | 1      | 0       | 2      | 3     |
| 9     | Грузия         | 1      | 0       | 1      | 2     |
| 9     | Венгрия        | 1      | 0       | 1      | 2     |
| 9     | Италия         | 1      | 0       | 1      | 2     |
| 12    | Польша         | 0      | 2       | 2      | 4     |
| 13    | Украина        | 0      | 1       | 1      | 2     |
| 14    | Азербайджан    | 0      | 1       | 0      | 1     |
| 14    | Молдова        | 0      | 1       | 0      | 1     |
| 14    | Румыния        | 0      | 1       | 0      | 1     |
| 17    | Беларусь       | 0      | 0       | 1      | 1     |
| 17    | Чехия          | 0      | 0       | 1      | 1     |
| 17    | Эстония        | 0      | 0       | 1      | 1     |
| 17    | Швейцария      | 0      | 0       | 1      | 1     |